# Murter
Murter (italijansko: Mortero, latinsko: Colentum) je hrvaški otok v Severni Dalmaciji in je del Šibeniškega arhipelaga. Leži vzhodno od Kornatskega otočja tik ob celinski obali, prližno 10 km severno od Vodic in Tribunja. S celino ga v naselju Tisno povezuje krajši most. Slednje je znano po dvojni legi, saj del naselja leži na celini, del pa na jugovzhodni obali Murterja.
Koordinati:   43°48′20″N, 15°36′50″E

## Geografija
Najvišji vrh otoka, katerega  površina je 17,58 km², je 125 m visoki Raduč. Dolžina obale meri 42,605 km. Od kopnega ga deli ozek Murterski kanal.
Pretežno strma jugozahodna obala je razgibana in prepredena z manjšimi zalivi, ki ob burji služijo kot naravna zaklonišča za jadrnice in manjše ladje. Na severovzhodni obali je več zalivov, ki so primerni kot sidrišča za večje (turistične) ladje. Na predelih, kjer so naravni izviri vode so se razvila naselja Murter, Betina, Jezera in Tisno, ki leži ob najožjem delu Murterskega kanala, ter je z mostom povezan s celino.
Iz pomorske karte je razvidno, da na otoku stoji osem svetilnikov. Dva v pristanišču naselja Murter, eden na pomolu naselja Betina, še eden pa na pomolu »ACI marine«  pri naselju Jezera. Ostali štirje so razporejeni po ostali obali otoka.

## Prebivalstvo
Na otoku stalno živi 5192 prebivalcev (popis 2011).

## Zgodovina
Najstarejši poznani prvi naseljenci otoka so bili Iliri, kar dokazujejo ostanki ilirskega naselja Colentum pri Betini. Iz starih listin je razvidno, da sta v 13. stoletju na otoku obstajali dve naselji: Veliko selo - današnji Murter in Jezero. Za naselji Betina in Tjesno pa se predpostavlja, da sta bila najverjetneje ustanovljeni v času turških vpadov, ko so se na otok zatekli pribežniki iz bljižnih vasi na celini.
Obstaja legenda, da so bili prebivalci vasi Murter v preteklosti gusarji, ki so plenili beneške ladje. 
Še dandanašnji so pretežni lastniki Kornatov kjer so ribarili, gojili ovce in pridelovali olivno olje. Lastništvo nad otočjem naj bi pridobili s silo, ker so od tam izgnali Saljane (prebivalce otoka Sali, ki naj bi kornatske otoke odkupili od Benečanov.
Ladje so jim izdelovali v bližnji Betini, kjer se je bogata tradicija jadranske lesene brodgradnje ohranila do danes. Zelo poznana je betinska gajeta, lahek in okreten lesen čoln z latinskim jadrom dolžine 6-7 metrov s katerimi so prevažali in prodajali olivno olje celo po ulicah Pule.